# Arvato
Arvato is een van de (multi)mediadivisies van Bertelsmann.
Het bedrijf omvat een drukkerij, een divisie die technologische oplossingen levert rondom informatietechnologie, en een onderdeel dat marketingproducten levert voor bedrijven. Daarnaast is Arvato actief op het gebied van e-commerce en supply chain management. Rolf Buch is de bestuursvoorzitter van Arvato.
De grootste drukkerij van Arvato ligt in Italië, maar het Noord-Amerikaanse Offset Paperback Manufacturers is het belangrijkste drukkerijonderdeel van het multimediabedrijf. Arvato is tevens de op een na grootste producent van cd's ter wereld en de op vijf na grootste producent van dvd's in Europa. Het bedrijf heeft wereldwijd 68.155 werknemers in dienst (cijfer van 31 december 2011). In Nederland zijn tweeduizend medewerkers in dienst op vestigingen in Abcoude, Venlo, Venray en Heijen. Hier verzorgde het bedrijf in het verleden het vroegere Postbus 51 een deel van de publieksvoorlichting voor de Rijksoverheid en is men actief op het gebied van partner-marketing, drukbeheer en leadgeneratie voor de B2B- en B2C-markt.